# Spužvasto željezo
Spužvasto željezo ili porozno željezo nastaje mješanjem sirovog željeza s talinom kvarcnog pijeska i pretaljivanjem te smjese u pećima obloženim Fe2O3 (željezov(III) oksid), u kojem prisutni Fe2O3 oksidira većinu primjesa. Tako nastaje profilno željezo, jer se direktno iz peći, pod tlakom koji istiskuje silikatnu masu s otopljenim primjesama, izvlače profilni proizvodi željeza (cijevi, tračnice, šipke itd.).
Spužvasto željezo nastaje djelomično i u visokoj peći. Ugljikov monoksid, koji nastaje iz koksa, glavno je redukcijsko sredstvo koje postupno, ovisno o temperaturi pojedinih zona peći, sve više reducira okside željeza dok konačno ne nastane spužvasto željezo, a sve reakcije se sumarno mogu svesti na:
Fe2O3 + 3CO → 2Fe + 3CO2
Reakcijama oslobođeni ugljikov dioksid (koji nastaje raspadom karbonata) reagira s ugrijanim koksom dajući ponovo ugljikov monoksid, koji se u manje vrućim dijelovima peći raspada na CO2 i fino dispergirani ugljik koji se otapa u spužvastom željezu. Ugljik tako snizuje talište reduciranog željeza na 1100 - 1200 °C. Rastaljeno sirovo željezo se, zbog veće gustoće, slijeva polagano u donji dio peći i skuplja se na dnu odakle se ispušta u kalupe ili vagonete kojima se odvozi na daljnju preradu. Tekuća i lakša troska pliva na rastaljenom željezu i ispušta se kroz nešto više smješten ispust.

## Povijest
Plitko ognjište je vrsta nekadašnje peći u kojoj se topila željezna ruda, korištenjem drvenog ugljena koji je reducirao željezove okside (uglavnom hematit) u željezo, a proizvod je bio spužvasto željezo, koje je bilo upotrebljivo tek nakon kovanja, a konačni proizvod je bio kovano željezo.
Plitko ognjište je bilo vrlo jednostavne konstrukcije. Sastojalo se od gnijezda oslonjenog na jedan zid, kroz koji je prolazila mlaznica mijeha za raspirivanje vatre. Gnijezdo se je ispunilo izmjenično slojevima željezne rude i drvenog ugljena, koji su se zatim zapalili. Puhanjem zraka kroz mijeh povisila bi se temperatura, tako da bi iz drvenog ugljena nastajao ugljikov monoksid, koji je vezao kisik iz željezovih oksida (uglavnom hematit), te se dobivalo spužvasto željezo i ugljikov dioksid. Pri tome je dobar dio željeza i dalje ostao vezan s kisikom (željezovi oksidi), te zajedno s nečistoćama kao tekuća troska otjecao iz ognjišta. Spužvasto željezo se skupljalo na dnu ognjišta sve dok ga ne bi potpuno ispunilo, pa bi se izvadilo i kovanjem bi se istiskivali ostaci troske i nečistoća (kovano željezo). Omjer između težine željezne rude i drvenog ugljena je bio otprilike 1 : 4. Ovim postupkom se dobivalo tek oko 12,5% željeza iz željezne rude, a težina spužvastog željeza je iznosila do 70 kilograma. Ovakva plitka ognjišta su se održala u Štajerskoj i Šleziji sve do 18. stoljeća.